# Lasiodiscus usambarensis
Lasiodiscus usambarensis är en brakvedsväxtart som beskrevs av Adolf Engler. Lasiodiscus usambarensis ingår i släktet Lasiodiscus och familjen brakvedsväxter. Inga underarter finns listade i Catalogue of Life.